# Thiện Thuật
Thiện Thuật là một xã thuộc tỉnh Lạng Sơn, Việt Nam.
Xã Thiện Thuật có diện tích 80,95 km², dân số năm 1999 là 3.133 người, mật độ dân số đạt 39 người/km².
Theo thống kê năm 2019, xã Thiện Thuật có diện tích 80,95 km², dân số là 3.308 người, mật độ dân số đạt 41 người/km².